# Ghaty

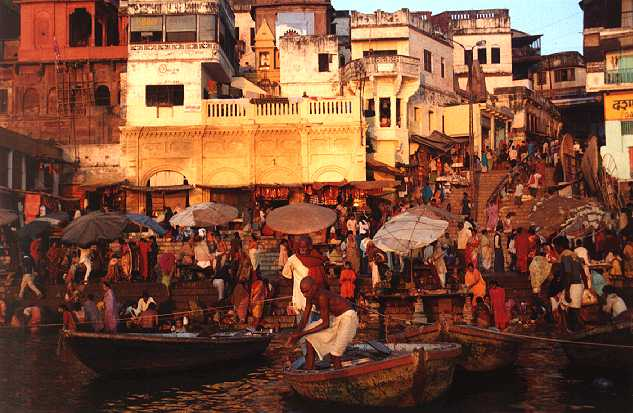
Ghat Desaswamedh w Waranasi o świcie

Ghaty (dewanagari: घाट bengalski: ঘাট, transliteracja ghaţ, dosłownie stopnie) – ciąg kamiennych schodów prowadzący w dół ku rzece. Występuje w wielu miejscach Azji.
- W języku bengalskim oznacza to stopnie, które mogą prowadzić nie tylko ku rzece, ale też do małego zbiornika wodnego.
- W języku hindi to  stopnie schodzące ku rzece. Wiele takich miejsc nad Gangesem (np. w miejscowości Haridwar) i Narbadą ma znaczenie religijne.

Zszedłszy po ghatach, wyznawcy hinduizmu dokonują podczas modłów według swoich wierzeń rytualnego oczyszczenia się w wodzie z negatywnej karmy (grzechów). W Waranasi i nad innymi brzegami rzek na kamiennych ghatach odbywa się hinduska ceremonia pogrzebu poprzez spalenie zwłok i wyrzucenie pozostałości do rzeki.
Termin pojawia się także w nazwach gór zlokalizowanych na obrzeżach płaskowyżu Dekan: Ghaty Wschodnie i Ghaty Zachodnie.